# Hans Maria Wellen
Hans Maria Wellen (* 1932 in Kleve; † 1992 in Emmerich) war ein deutscher Komponist, Organist und Dirigent.

## Leben
Nach dem Studium der Schulmusik, Germanistik und Altphilologie in Köln von 1954 bis 1957 war er danach bis 1960 Kompositionsschüler von Bernd Alois Zimmermann. Lehrtätigkeit in Hagen, Emmerich und seit 1971 am Johanna-Sebus-Gymnasium in Kleve. Seit 1964 Leitung des Emmericher Kammerorchesters. Ab 1974 hatte er einen Lehrauftrag an der Folkwang Hochschule in Essen.

## Werke
- 1954: Missa "Non confundar in aeternum"
- 1958: Sonate für Violine und Klavier
- 1959: "Szenen zu einem imaginären Ballett"
- 1959: Genesis III, Konzert für sechs Instrumente
- 1959: "Signale" für Klaviertrio
- 1956: Ein niederrheinisches Tedeum (zur Weihe der wiedererrichteten Stiftskirche Kleve)
- 1962: Quattro Ricercari für Holzbläser
- 1963: "Veni Creator Spiritus", Vier Orchesterstücke
- 1963: "amplitudes" für Blockflöte und Klavier
- 1967: Epitaph für Streichorchester
- 1967: Psalm für Orgel, Streichorchester und Trompeten
- 1970: "Contra me" für Klavier und Tonband
- 1971: Dies irae für Sprecher, Männerstimmen und Orchester
- 1972: "Zeitzeichen" für großes Orchester
- 1974: Signa vitreis transparentia, Orgelzyklus
- 1974: "Zikadenklänge" für fünf Blockflöten
- 1975: "Hymne an die Materie" Pfingstmotette für Chor und Orgel
- 1978: Antiphonoi – Konzert für Oboe und Streichorchester
- 1979: "Ad vesperas" für Flöte, Becken und Tasteninstrument
- 1981: "Ave verum" Motette für gemischten Chor
- 1982: Cantata V für Altsolo, Chor und Orchester
- 1984: Tableaux I-III für fünf Instrumente und Schlagzeug

## Veröffentlichungen
- Der Benediktinermönch Gregor Schwake, seine Bedeutung und sein Wirken in der liturgischen Choralbewegung des 20. Jahrhunderts. In: Mitteilungen der Arbeitsgemeinschaft für Rheinische Musikgeschichte, Heft 54, Dezember 1977, S. 51–61.
- Die Bedeutung der Musik in der Freimaurerei. In: Quatuor-Coronati-Jahrbuch, Nr. 17, Bayreuth: Q.C. 1980, S. 197–208

## Tonträger
- Dokumente Klever Musik. Hans Maria Wellen, EMI-Elektrola F669146
- 750 Jahre Emmerich. 50 Jahre Kirchen-Musik in der Liebfrauen-Kirche Emmerich-Speelberg, 2 Schallplatten in Kassette + Beiheft, Stadtverwaltung Emmerich, Emmerich 1984, AUL 30476-77 SF